# Бубон

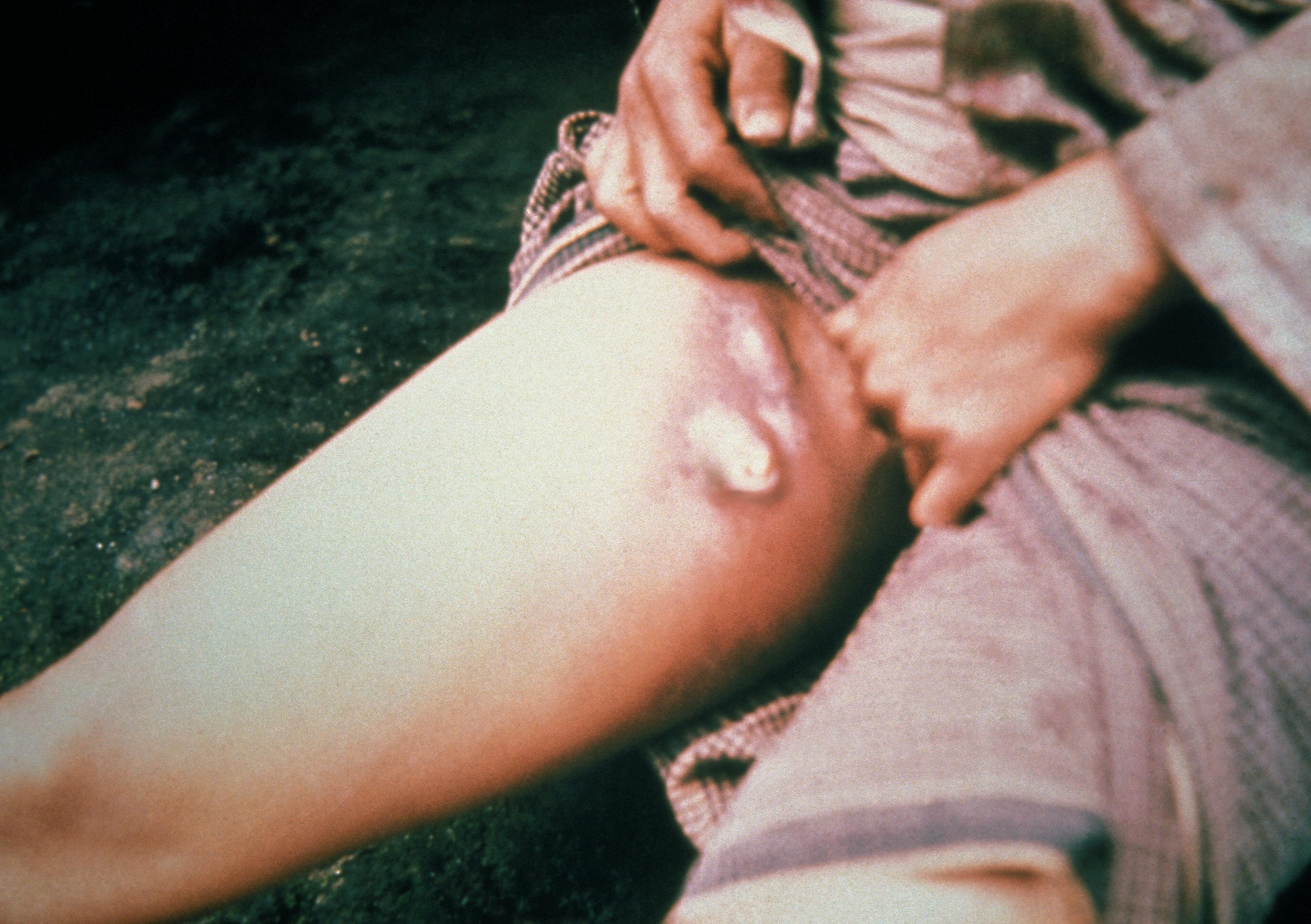
Больной с паховыми бубонами

Бубон (греч. βουβών — пах) — увеличенный вследствие воспаления лимфатический узел. Встречается при таких инфекционных заболеваниях, как бубонная чума, гонорея, хламидиоз, шанкр или сифилис. Он похож по внешнему виду на огромную мозоль и, как правило, появляется в подмышке, в паху или на шее.
Медицинские источники, из которых следует то, что их авторы видели бубоны, относятся ещё к Древнему миру. Так, Руфус из Эфеса, живший во времена императора Траяна, ссылаясь на более древних врачей (имена которых до наc не дошли), описал несколько случаев заболевания определённо бубонной чумой в Ливии, Сирии и Египте.
Во время эпидемий прошлого было принято прокалывать или прижигать бубоны. В современной медицине эта процедура считается бесполезной и вредной.
Бубоны редко требуют какой-либо формы местного ухода. В случае больных чумой надрез и дренаж представляет опасность для окружающих, контактирующих с пациентом, из-за аэрозолизации (англ.) содержимого бубона. Пункции могут быть выполнены для диагностических целей.